# Charles-François Poerson

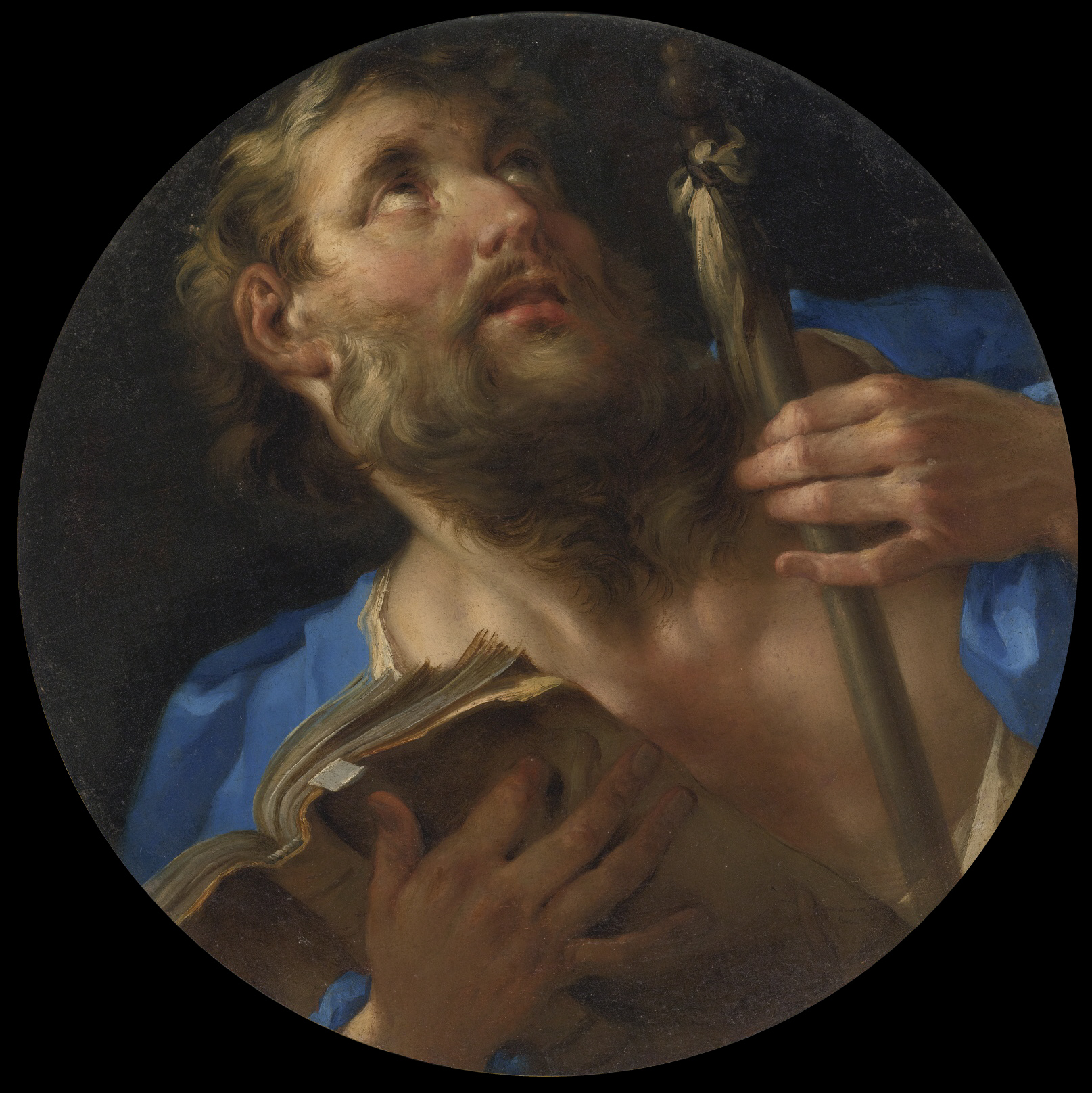
Giacomo il Minore attribuito a Charles-François Poerson

Charles-François Poerson o Poërson (Parigi, 20 ottobre 1653 – Roma, 2 settembre 1725) è stato un pittore francese.

## Biografia
Iniziò a dedicarsi alla pittura con il padre Charles e poi fu allievo del cugino Noël Coypel.
Nel 1671 risultò tra i giovani di maggior talento di un premio di pittura che gli valse la possibilità di recarsi a Roma nel 1672 insieme ad altri pittori con Coypel, allora direttore dell'Académie de France à Rome. In seguito divenne anche lui direttore di questa istituzione dal 1704 fino alla morte.
Nel 1677 è di nuovo a Parigi, dove nel 1682 entrò a far parte dell'Académie royale de peinture et de sculpture.
Nel 1692 si sposa con Marie-Philiberte de Chaillou, gli fa da testimone Antoine Coypel, figlio di Noël, anche lui pittore sulle orme del padre.
Dal 1705 dipinge unicamente ritratti, specialmente di regnanti dell'epoca o del passato, sotto commissioni di nobili e cardinali.
Ottenne la Croce dell'Ordine di San Lazzaro e di Nostra Signora del Monte Carmelo nel 1711.
Fu anche membro dell'Accademia di San Luca che diresse negli anni dal 1714 al 1718. Sempre nel 1714 entra nella Congregazione dei Virtuosi al Pantheon.
Nel 1725, ultimo anno della sua reggenza, spostò la sede dell'Accademia di Francia a Palazzo Mancini, dove rimase fino alla rivoluzione francese.
Quello stesso anno Poërson morì e fu seppellito a Roma nella chiesa di San Luigi dei Francesi in una tomba realizzata dallo scultore Pierre de l’Estache.

## Opere
- Dibattito tra Nettuno e Minerva, 1700, dal 1861 al Castello di Fontainebleau
- L'Annunciazione, Museo Carnavalet, Parigi
- Scena dalla vita di Cincinnato, Musée de Tessé, Le Mans
- Concert de Musique, 1700, Versailles
- San Luigi in ginocchio di fronte alla Corona di Spine e alla Santissima Trinità, 1701, per la cappella Fontainebleau
- Unione dell'"Académie royale de peinture et de sculpture" di Parigi e dell'"Accademia di San Luca“ di Roma, Versailles
- Opere nell'Hôtel des Invalides, Parigi
- Riposo durante la fuga in Egitto, olio su tela, dal 1824 al Wallraf-Richartz Museum, Colonia, Germania
- Psiche al Bagno, arazzo di Gobelins, 1684
- Disegno a due vignette (inciso da Thomassin): L'Arte di piacere nella conversazione e Il trionfo della Religione sull'Eresia.
- Ritratto del Re, Tobia riacquista la vista, L'ebbrezza di Lot e delle figlie, Adorazione dei Magi e San Guglielmo duca d'Aquitania, presentati al Salon di Parigi del 1699
- Autoritratto, Uffizi, Firenze, 1716[2]
- Autoritratto, Castello di Lindisfarne, Gran Bretagna

## Ritratti
- Busto sulla lapide della sua tomba, San Luigi dei Francesi, Roma
- Busto nella Biblioteca della École française, Roma
- Stampa di Nicolas-Étienne Edelinck, in L'arte della pittura, 1712
- incisione di Étienne-Jehandier Desrochers, Biblioteca Nazionale Austriaca, Vienna, 1723